# André-Pierre Gignac
André-Pierre Christian Gignac (Martigues, 5 de diciembre de 1985) es un futbolista francés naturalizado mexicano que juega como delantero en el Club de Fútbol Tigres de la UANL de la Liga MX.
Gignac hizo su debut con Francia en abril de 2009 contra Lituania. Convirtió su primer gol con su selección cinco meses después contra la Islas Feroe. Gignac participó en la Copa Mundial FIFA 2010, jugando los tres partidos que disputó su selección. También participó en la Eurocopa 2016, donde fue subcampeón.
Fue goleador de la Ligue 1 de Francia en la temporada 2008-09 con el Toulouse. Desde su llegada al fútbol mexicano en 2015, ha recibido numerosos reconocimientos; entre ellos un Balón de Oro al mejor jugador de la liga, tres campeonatos de goleo, ser nombrado en dos ocasiones el mejor delantero de la Liga MX, mejor delantero de la Concacaf, máximo goleador y mejor jugador de la Liga de Campeones de la Concacaf, máximo goleador y Balón de Plata de la Copa Mundial de Clubes de la FIFA, y el estar incluido en el Once Ideal de la liga en cinco ocasiones. Además, se ha convertido en uno de los máximos ídolos en la historia del Club de Fútbol Tigres de la UANL, al convertirse en el máximo goleador histórico del futbol regiomontano con 200 anotaciones marcadas, y en el máximo goleador en la historia del Clásico Regio con 12 goles. Con su actual club ha ganado cinco títulos de Liga, una Liga de Campeones de la Concacaf y cuatro títulos de Campeón de Campeones.

## Trayectoria

### Categorías inferiores
Gignac comenzó su carrera con el club local ES Fos-sur-Mer. Pasó cinco años en este club antes de unirse al club de su ciudad, el FC Martigues. Después de casi siete años en el club, Gignac fue libre después de haber sido informado de que tenía que realizar un gran viaje. Posteriormente, se trasladó a más de 1000 kilómetros, a la región bretona, para unirse a la cantera del club profesional FC Lorient. Después de formarse en las fuerzas básicas del club por dos temporadas, Gignac fue ascendido al primer equipo del club para la temporada 2004-05 de la Ligue 2, por el entrenador Christian Gourcuff.

### Lorient

#### Temporada 2004-2005
Su debut con FC Lorient en Ligue 2 se produciría el 13 de agosto de 2004, saliendo como suplente e ingresando en el minuto 78 con el resultado de 1-1 contra LB Châteauroux. Pocos segundos después de su entrada en el campo, en el primer balón que toca anota su primer gol dando el triunfo para el FC Lorient 2-1. Eufórico, al término del partido Gignac declaró que después de anotar el gol de la victoria "creía que era Ronaldo". En los siguientes partidos, Gignac tuvo menor presencia dentro del equipo, ofreciéndose principalmente como sustituto. Gignac anotó su otro único gol en la temporada contra el Stade de Reims en la victoria de 4-1 el 29 de octubre. La semana siguiente, apareció por primera vez como titular en la derrota de 2-1 en contra de Le Mans, jugando 70 minutos.

#### Temporada 2005-2006
Posteriormente, FC Lorient lograría el ascenso a la Ligue 1, sin embargo lo consiguió sin André-Pierre. Sus servicios durante el periodo de invierno fueron prestados al Pau FC del Championnat National (tercera división de Francia). Antes del préstamo, Gignac había aparecido en solo un partido para el club en la temporada. En Pau, Gignac apareció como titular por primera vez en su carrera. Apareció en 20 partidos de liga con el club y anotó ocho goles. Tuvo actuaciones sobresalientes con el equipo, incluyendo un doblete en la victoria sobre Toulon y un triplete contra Châtellerault. En la semana anterior al partido contra Châtellerault, Gignac había anotado el gol del empate contra Romorantin en un empate 1-1.

#### Temporada 2006-2007
Con nueva confianza, en su regreso al Lorient ya ascendido a la Ligue 1 en la temporada 2006-07, conseguiría hacerse un hueco en la delantera. Comenzó la temporada, en un principio, como sustituto al entrar de cambio en los tres primeros partidos de liga. En el cuarto partido de liga contra Nantes en el derbi bretón, Gignac comenzó como titular y le agradeció al entrenador Gourcuff convirtiendo un triplete en 27 minutos para ganar el partido por 3-1. El 4 de noviembre de 2006, marcó el gol de la victoria como visitante en contra de Marsella y, en diciembre, anotó goles en partidos contra Sedan y el Auxerre. Gignac terminó la campaña con 37 apariciones en la liga y nueve goles, siendo el mejor del club.

### Toulouse

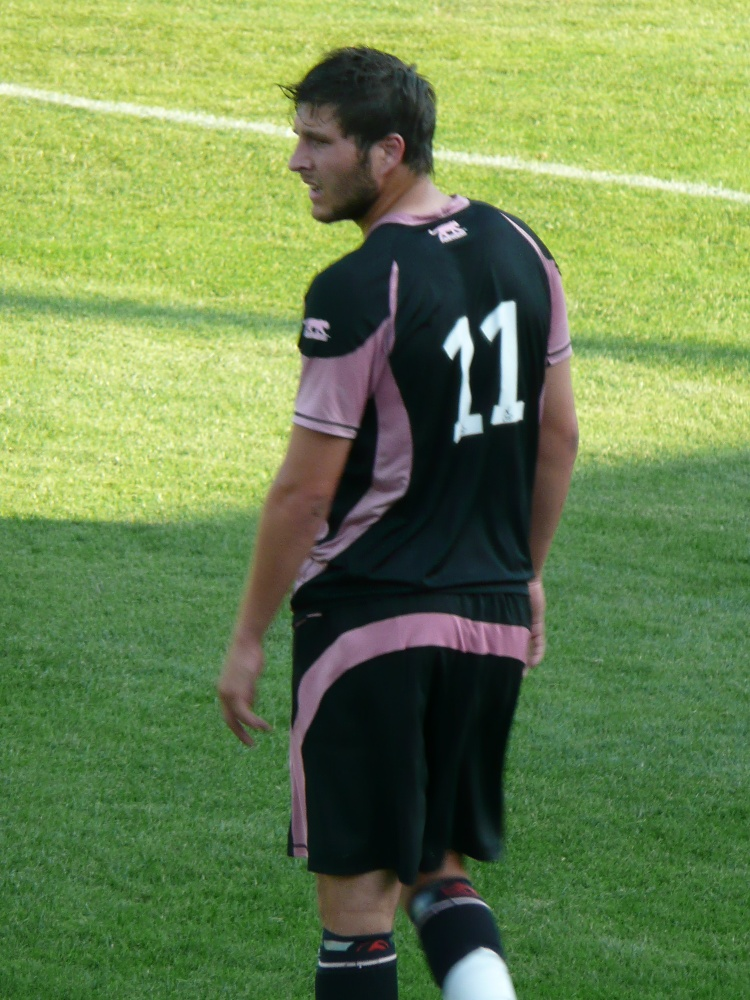
Gignac con Toulouse en julio de 2008.

#### Temporada 2007-2008
Después del final de temporada, el 25 de junio de 2007, se anunció que André-Pierre había firmado un contrato de cuatro años con el Toulouse. Sin embargo, se reveló poco después que Lorient había aceptado una de 4,5 MDE de Lille y que el jugador ya había acordado un precontrato con el equipo del norte, poniendo en duda su traslado a Toulouse. A pesar de esto, Toulouse triunfó sobre la oferta de Lille, ofreciendo al jugador más del doble del salario que había sido ofrecido por Lille. Los clubes entraron en una guerra de palabras en donde Toulouse cuestionó la legitimidad del acuerdo de Lille, mientras Gignac y Lille cuestionaron la ética y los modos de Toulouse. Finalmente, se oficializó el pase de Gignac a Toulouse.
Su debut con el Toulouse tendría lugar en el partido de ida de la tercera ronda de clasificación de Liga de Campeones de la UEFA contra el Liverpool al ingresar de cambio en el minuto 65. Toulouse perdió el partido 1-0 y perdió la llave 5-0 en el global, quedando así eliminado de la Liga de Campeones de la UEFA. El 4 de octubre de 2007, después de entrar de cambio por Elmander, Gignac anotó un gol en el último minuto contra el club búlgaro CSKA Sofia para empatar el partido tras el gol de penal de Claudinei y permitir a Toulouse para pasar a la fase de grupos de la Copa de la UEFA por la regla del gol de visitante. A pesar de esto, tanto Gignac como Toulouse tuvieron una decepcionante temporada 2007-08, con Gignac apareciendo en 28 partidos y marcando sólo dos goles. Toulouse terminó la temporada en el lugar 17, justo un lugar por encima de la zona de descenso. Algunos medios de comunicación atribuyeron la baja cifra goleadora de Gignac a la posición que ocupó, ya que fue obligado a jugar como extremo derecho porque el delantero sueco Johan Elmander era el delantero centro titular. Gignac también tuvo que lidiar con problemas de peso durante la temporada.

#### Temporada 2008-2009

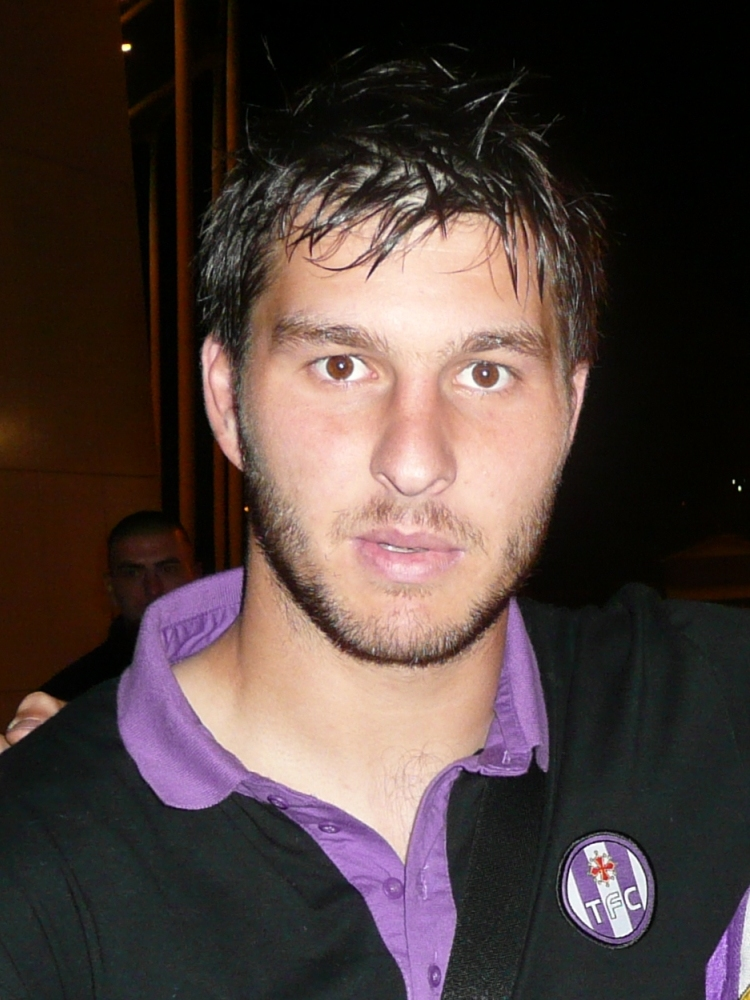
Gignac con Toulouse en octubre de 2008.

Para la temporada 2008-09, con la salida de Elmander al Bolton Wanderers inglés, Gignac se convirtió en el delantero centro titular. Anotó su primer gol de la temporada en apenas el segundo partido contra Le Havre con un disparo a los 88 minutos para sellar la victoria por 2-1. En el transcurso de la temporada, Gignac anotó varios goles vitales para su club, en particular los tantos contra el Sochaux, Grenoble, Saint-Étienne, Marsella y Niza en dos ocasiones, incluyendo sus últimos dos goles de la temporada. Alcanzó a Elmander (máximo goleador de Toulouse la temporada pasada con 11 goles) en la jornada 19. Por sus grandes esfuerzos, se le otorgó el premio de Jugador del Mes UNFP en dos ocasiones para los meses de septiembre y marzo, fue nominado para Jugador del Año de la Ligue 1, premio que fue ganado por Yoann Gourcuff, y fue seleccionado para el Equipo del Año de la Ligue 1. Además, recibió el premio al máximo goleador de la liga con 24 tantos, dejando a Karim Benzema y a Guillaume Hoarau sin este título con una diferencia de 7 goles.

#### Temporada 2009-2010
Gignac cambió a la camiseta número 10 para la temporada 2009-10 y, el 14 de agosto de 2009, firmó un contrato de extensión por un año por lo que estaría en Toulouse hasta 2013. La extensión dio fin a los rumores de una transferencia durante el periodo de transferencia de otoño, en el que el jugador había sido vinculado con transferencias al club Lyon de la Ligue 1, a los clubes Arsenal y Manchester United de la Premier League, y a los clubes Juventus y Milan de la Serie A.
Gignac anotó su primer gol de la temporada el 15 de agosto de 2009 en la victoria 3-1 sobre el Saint-Étienne. Cinco días más tarde, marcó un doblete en la primera mitad de un partido en rondas de eliminación directa de la Copa de la UEFA contra el club turco Trabzonspor. El resultado de 3-1 en la ida fue suficiente para que Toulouse llegara a la fase de grupos de la competición donde Gignac marcó de nuevo, esta vez contra el club belga Brujas en un empate 2-2. Después de irse blanco durante siete semanas en la liga, el 24 de octubre, Gignac marcó el segundo gol en la victoria de 2-0 contra Lens como visitante. Dos semanas más tarde, Gignac anotó el gol de la victoria contra el Rennes. Dos meses después, marcó los dos goles en otra victoria de 2-0, esta vez contra el Sochaux. El 16 de enero de 2010, Gignac produce las asistencias en los tres goles marcados por el club en su victoria por 3-1 sobre el Valenciennes. A pesar de estar lesionado durante la mayor parte del periodo de primavera, Gignac terminó la temporada como máximo goleador del club.
En total Gignac marcó 34 goles en la Ligue 1 para el Toulouse, permaneciendo como el máximo anotador del club en la liga en el siglo XXI hasta septiembre de 2014, cuando su récord fue superado por Wissam Ben Yedder.

### Marsella

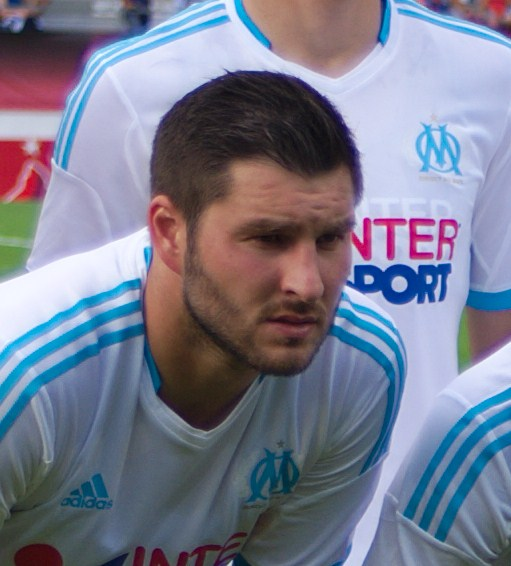
Gignac con Marsella en 2013.

#### Temporada 2010-2011
El 20 de agosto de 2010, antes de iniciar la conferencia de prensa por el nuevo fichaje de Loïc Rémy, el presidente del Marsella Jean-Claude Dassier confirmó que el club había alcanzado un acuerdo con Toulouse por la transferencia de Gignac. Gignac se sometió a un examen médico al día siguiente y firmó un contrato de cinco años por el actual campeón francés de ese año. La tasa de transferencia no fue revelada, pero se informó que estaba entre 16-18 MDE. Se le asignó la camiseta número 10 e hizo su debut en el club nueve días después de haber firmado en un partido de liga contra el Burdeos. Anotó su primer gol en el club dos meses más tarde en un empate 1-1 con Saint-Étienne. El 3 de noviembre, Gignac marcó un hat-trick en la victoria por 7-0 de visitante en contra del club eslovaca MŠK Žilina, en un partido de fase de grupos de la Champions League.
Gignac tuvo que soportar una mala racha durante la mayor parte de la temporada de otoño, lo que llevó a las críticas de los medios de comunicación locales, los seguidores del club, y exjugadores del club, sobre todo Jean-Pierre Papin quien manifestó que el estilo de juego de Gignac se había "convertido demasiado previsible". Gignac admitió que la crítica estaba justificada y afirmó que "verá al verdadero Gignac en el año 2011". Después de la pausa de invierno, Gignac intentó estar a la altura de su declaración al anotar en el primer partido de liga del equipo en la victoria por 2-1 sobre el Burdeos. Tres días más tarde, marcó el segundo gol en la victoria 2-0 sobre el Auxerre en la Copa de la Liga. La victoria llevó a Marsella al partido final de la competición. El 5 de febrero, marcó un gol en la victoria ante el Arles-Avignon, y en la semana siguiente, marcó los dos goles en la victoria 2-1 sobre el Sochaux. Jugó los 90 minutos en la final de la Copa de la Liga 2011 el 23 de abril, con victoria de 1-0 sobre el Montpellier.

#### Temporada 2011-2012
Gignac no fue convocado en el equipo de Marsella para la Supercopa de Francia 2011 el 27 de julio, la cual ganaron 5-4 contra el Lille en el Stade de Tánger en Marruecos. Estuvo cerca de fichar con el club inglés Fulham de la Premier League durante el periodo de transferencia, pero esto se cayó en el último momento después de que Marsella falló en traer a Amauri como reemplazo. También fue ofrecido como parte de un intento fallido por Asamoah Gyan del Sunderland. Gignac expresó su frustración por la cancelación de su traspaso al Fulham.
El 26 de noviembre de 2011, Gignac fue relegado al equipo de reserva de Marsella. Hizo sólo seis apariciones como titular en la liga durante la temporada, y su único gol llegó en el penúltimo partido contra el Sochaux, cuando entró en el minuto 50 por Rémy y concluyó con una victoria por 3-0 en casa. Estuvo en la banca el 14 de abril cuando el Marsella ganó la final de la Copa de la Liga 2012 contra el Lyon.

#### Temporada 2012-2013

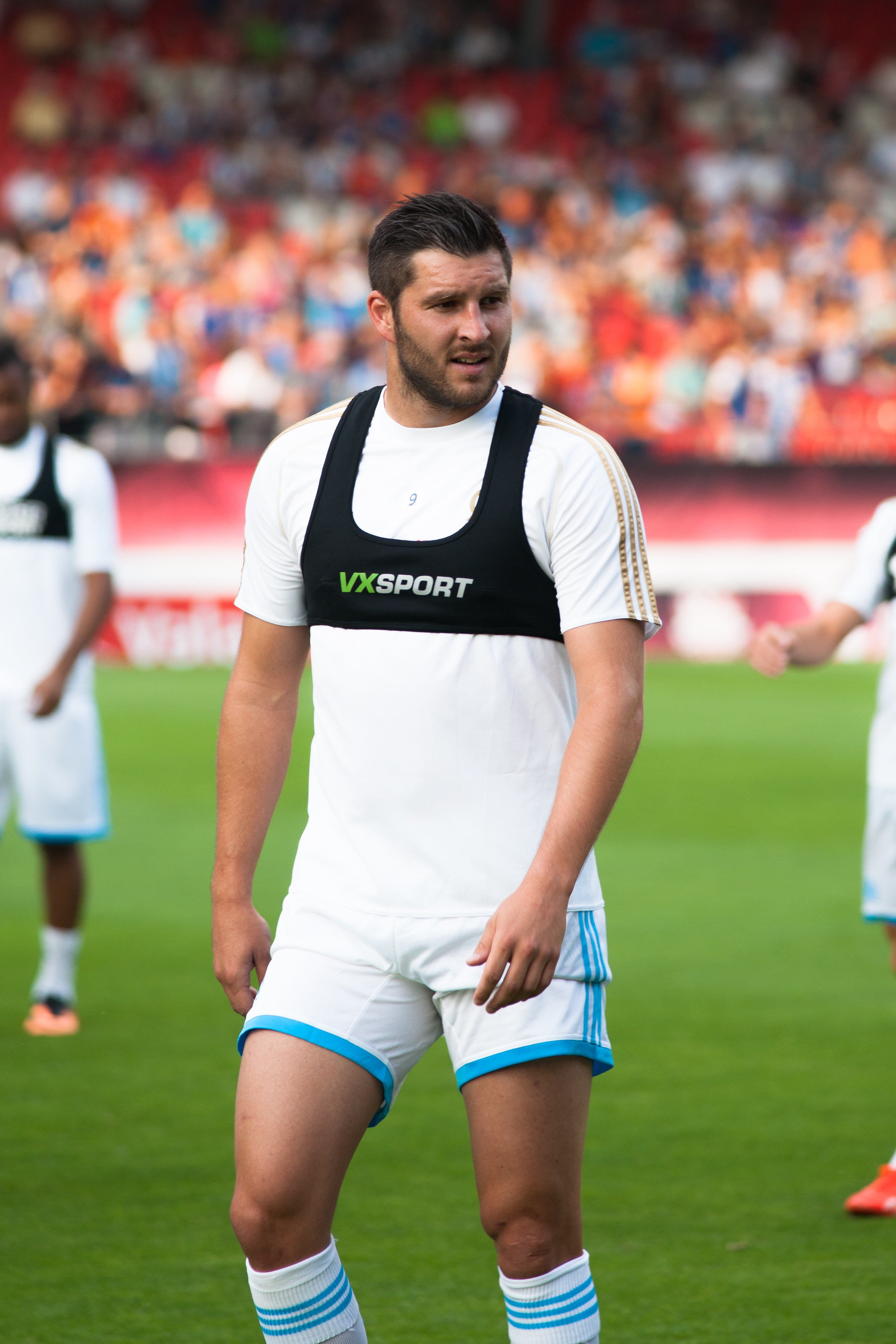
Gignac calentando previo a un partido con el Marsella en 2013.

A pesar de que Marsella terminó como décimo en la liga, su título en la Copa de la Liga les dio la calificación a la Liga Europa de la UEFA. En la tercera ronda de clasificación, Gignac anotó en cada mitad del encuentro en una victoria por 4-1 sobre Eskişehirspor.
Gignac recuperó su titularidad en el primer equipo, y anotó en el primer partido del Marsella en casa de la temporada, el primer gol en una victoria por 2-0 sobre Sochaux. Luego anotó el único gol de la victoria en casa ante el campeón Montpellier. Gignac anotó dos goles en la primera mitad contra el PSG en Le Classique el 7 de octubre, para asegurar el empate en casa y mantener el liderato de la liga. El 6 de enero de 2013, anotó dos veces, incluyendo el gol de la victoria en tiempo extra, para la victoria de Marsella 2-1 contra Guingamp en la ronda de 64 de la Copa de Francia. Los 13 goles de Gignac ayudaron al final al Marsella a quedar en segundo lugar, solo por detrás del PSG.

#### Temporada 2013-2014
Gignac anotó en cada uno de los tres partidos de apertura de la temporada de la liga de Marsella, ganando todos, siendo el tercero el único gol del partido al minuto 84, ganando de visita contra Valenciennes el 24 de agosto. En enero de 2014, anotó goles en rondas consecutivas de la Copa de Francia: un doblete en tiempo extra para eliminar a Reims en la ronda de 64 el 5 de enero, y otros dos en una derrota 4-5 en casa ante Niza dieciséis días después. El 4 de mayo, anotó dos veces en un triunfo 4-2 sobre Lyon, terminando la temporada con 16 goles en la liga, junto con otros cuatro jugadores solo por detrás de Zlatan Ibrahimović del PSG.

#### Temporada 2014-2015
Gignac comenzó la temporada con dos goles en un empate a 3-3 contra Bastia el 9 de agosto de 2014, siendo el primero el primer gol con el nuevo técnico Marcelo Bielsa y el otro por la vía penal. El 20 de septiembre, marcó los dos primeros goles de Marsella en la victoria 3-0 sobre Rennes, trasladándose a la parte superior de la clasificación de la Ligue 1. Tres días más tarde anotó otro doblete, derrotando 5-0 al Reims.
El 4 de enero de 2015, en la ronda de 64 de la Copa de Francia de visitante contra el Grenoble de la cuarta división, Gignac anotó dos goles en la primera mitad de un eventual empate 3-3 que terminó con una derrota para su equipo en los penales. Marcó otros dos el 5 de abril, cuando el Marsella recibió a su acérrimo rival el PSG, perdiendo el partido por 2-3. En la temporada 2014-15, Gignac consiguió su mejor temporada con el Marsella, anotando 23 goles en todas las competiciones y 21 en la Ligue 1, terminando subcampeón de goleo por detrás de Alexandre Lacazette del Lyon, por la bota de oro de la liga.
Gignac en el Olympique de Marsella fue uno de los grandes referentes, jugando 5 temporadas hasta mayo de 2015, obteniendo 2 Copas de la Liga, 1 Supercopa de Francia y 2 subcampeonatos de la Ligue 1; donde jugó en total entre la liga, partidos internacionales y copas de Francia; 188 partidos anotando 77 goles.

### Tigres UANL
El 18 de junio de 2015, se confirma su fichaje por 4 años con los Tigres de la UANL, para disputar el Apertura 2015 de México, la Copa Libertadores 2015 y la Liga de Campeones de la Concacaf 2015-16.
Gignac se reunió con los Tigres el 22 de junio de 2015 para realizar la pretemporada en la Riviera Maya. Como parte de la preparación, Tigres disputó dos partidos amistosos: el primero contra el Atlante celebrado en Cancún, en el cual Tigres ganó por 1-0 con gol de Gignac al minuto 40', y en el segundo, disputado en el Estadio Universitario de Nuevo León, Tigres venció por 2-1 a Dorados de Sinaloa con goles de Gignac al minuto 32' y de Rafael Sóbis al 41'.

#### Copa Libertadores 2015
Gignac hizo su debut oficial con Tigres el 15 de julio de 2015, en un duelo de semifinales de la Copa Libertadores 2015 contra el Internacional de Porto Alegre, que terminó en 1-2 a favor del conjunto brasileño. Anotó su primer gol en competencias oficiales con los Tigres en el partido de vuelta de la semifinal de dicha Copa, en el cual los Tigres vencieron al conjunto brasileño por 3-1, siendo el gol de Gignac el 1-0. A la postre, Tigres caería 3-0 ante River Plate en la final de la Copa.

#### Temporada 2015-2016
Apertura 2015 
Gignac anotó su primer gol en Liga MX en el empate 2-2 contra Chivas de Guadalajara en el Estadio Universitario, correspondiente a la jornada 3 del torneo Apertura 2015.
El 15 de agosto de 2015, en partido de la jornada 5, Gignac anotó el cuarto "hat-trick" de su carrera al marcar tres de los cuatro goles de la victoria de 4-1 de los Tigres sobre Jaguares de Chiapas en el Estadio Universitario. En la jornada 7 ante Querétaro en el Estadio Universitario, Gignac anotó el tercer gol de la victoria de 5-1. En duelo correspondiente a la jornada 8, Gignac anotó vía tiro penal el gol de la victoria de 1-0 de Tigres sobre el América en el Estadio Azteca.
Debutó en el Clásico Regiomontano en la edición 105 en partido correspondiente a la jornada 9, consiguiendo el segundo gol en la victoria de Tigres por 3-1, esto al rematar dentro del área venciendo a Jonathan Orozco tras un centro raso por izquierda de Damián Álvarez al 62'. Posteriormente, Gignac le marcó un doblete a los Tuzos de Pachuca, un gol al Santos Laguna y otro a los Tiburones Rojos de Veracruz. Con once goles, rebasó la máxima de nueve goles anotados por un refuerzo de Tigres en su primera campaña.
En la Liguilla por el título del Apertura 2015, Gignac anotó un gol de chilena en el partido de ida de cuartos de final frente a Chiapas. Luego de recibir un pase bombeado de Egidio Arévalo, Gignac conectó una vistosa "media tijera" en el aire que venció a Óscar Jiménez Fabela, estrenándose anotando en esta fase eliminatoria para la victoria de Tigres al finalizar 2-1. En el partido de vuelta, Gignac anotó el gol de la victoria por 1-0 sobre Chiapas, a pase de Rafael Sóbis tras centro de Jürgen Damm. En la vuelta de las semifinales, Gignac asistió para el gol del 2-0 global definitivo al Toluca, centrando a Damián Álvarez desde la banda derecha, después de un empate a 0-0 en la ida.
En la ida de la final ante los Pumas de la UNAM en Nuevo León, Gignac se hizo presente abriendo el marcador con un gol de penal. Más tarde, colaboró en el tercer gol de los Tigres, esto luego de sacar un potente disparo que Alejandro Palacios atajó, cayendo el balón de rebote frente al arco a Sóbis, quien sentenció el resultado de 3-0. En la vuelta, el partido terminó 3-0 en favor de la UNAM tras los 90 minutos. Con un marcador global de 3-3, el encuentro llegó a tiempos extras.
Gignac marcó el 1-3 al 103', resultado que daría a Tigres el campeonato por un marcador global de 4-3. Al 119', a un minuto de vencer el segundo tiempo extra, Gerardo Alcoba anotó de manera dramática el 4-1 para los Pumas. Con un marcador global de 4-4, la final se definió en la tanda de tiros penales.
Gignac anotó el primer penal por parte de los Tigres. Tras dos penales fallados por Pumas y cuatro anotados por Tigres, el equipo se coronó campeón del torneo Apertura 2015. Oficialmente, Gignac anotó 16 goles en el Apertura 2015, con once goles en fase regular, dos en cuartos de final y, contando el tiro penal, tres en la final.
 Clausura 2016 
Gignac hizo su primer gol del 2016 en la victoria de local por 2-0 ante Morelia el 16 de enero. Anotó su segundo "hat-trick" en México en la victoria de 3-1 como local ante León. Posteriormente le anotó a Chiapas, Tijuana, Querétaro, América, Atlas, Dorados de Sinaloa y Cruz Azul. Gignac terminó el Clausura 2016 como campeón de goleo individual con trece tantos en temporada regular. Sin embargo no pudo marcar ningún gol en la liguilla, al ser el equipo eliminado en cuartos de final por su acérrimo rival, el Monterrey, con un marcador global de 4-3. Al finalizar la temporada, Gignac fue premiado con el Balón de Oro al mejor jugador de la Liga MX, además recibió otro al mejor delantero y otro al goleador de la temporada.
 Liga de Campeones de la Concacaf 2015-16 

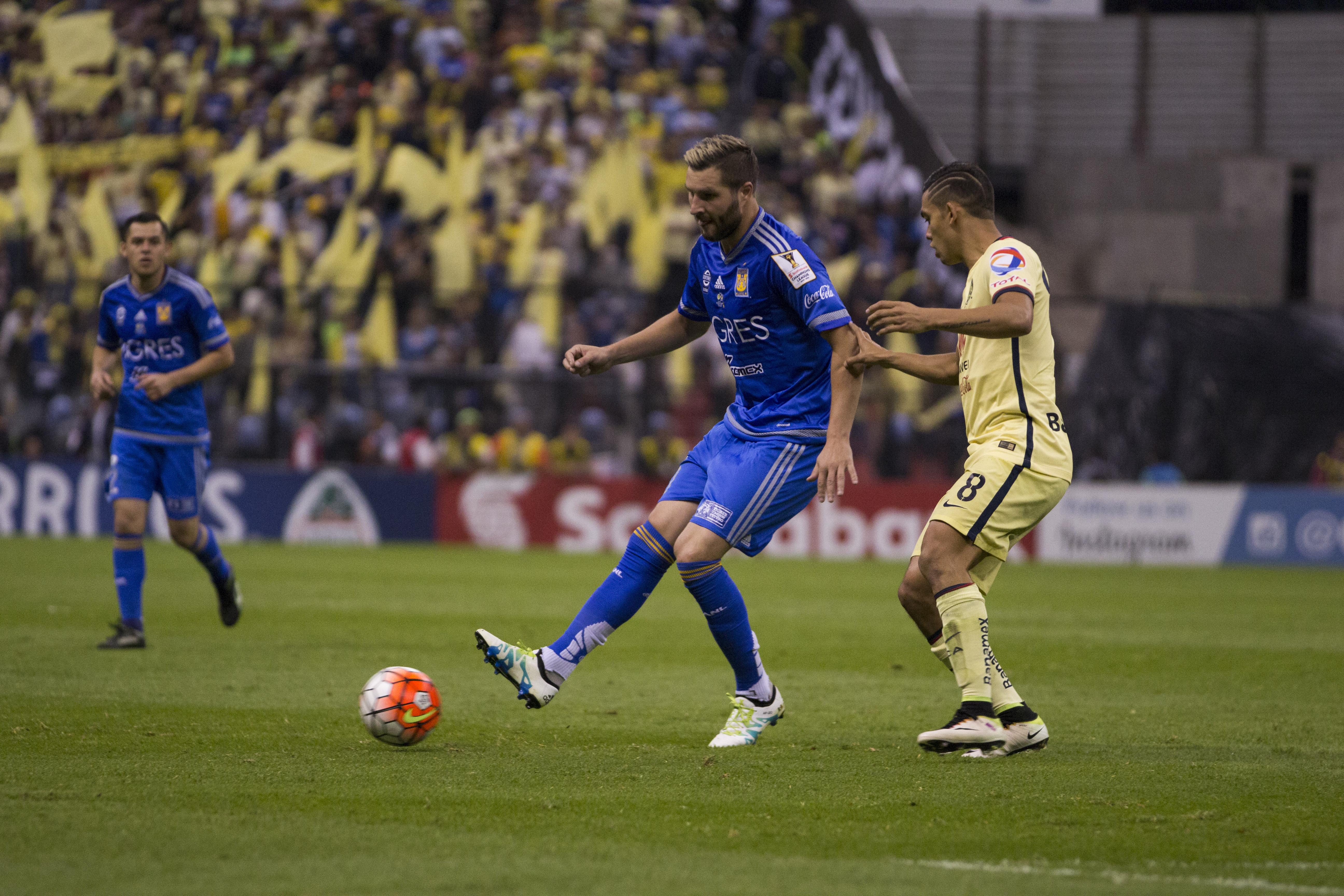
Gignac en la final de Concachampions 2015-16.

El 2 de marzo de 2016, en el partido de vuelta de cuartos de final de la Liga de Campeones de la Concacaf 2015-16 de visita ante Real Salt Lake, Gignac marcó su primer gol del torneo. Un tanto al 91' que igualaría el marcador a 1-1, culminando en un 3-1 global que daría a Tigres el boleto a las semifinales.
Posteriormente, el 5 de abril de 2016, en el partido de vuelta de la semifinal de la Liga de Campeones de la Concacaf 2015-16 jugado en el Estadio Universitario ante Querétaro, Gignac anotó un doblete, al minuto 83' y al 88' ganando el encuentro 2-0, dándole a Tigres el pase a la final del torneo. En la final ante el Club América en el Estadio Azteca, anotó el único tanto de la derrota global de 4-1.

#### Temporada 2016-2017
El 10 de julio de 2016, Tigres consiguió su primer título de Campeón de Campeones al vencer al Pachuca por 1-0. Sin embargo, Gignac no fue convocado debido a que el mismo día disputó la Final de la Eurocopa 2016.
 Apertura 2016 
Gignac marcó el segundo tanto de la victoria de 3-0 ante el América en el Estadio Azteca en partido correspondiente a la jornada 3 del Apertura 2016 mexicano, su primer gol en el torneo. Una semana después anotó el gol de la victoria en el partido de la jornada 4 ante los Jaguares de Chiapas, quedando el marcador 1-0. Posteriormente le marcó un doblete al Pachuca en la jornada 6 en el Estadio Universitario, quedando el marcador final 4-2.
En la jornada 9, 'El Bómboro' le marcó un gol de penal al Puebla con el cual los felinos lograron ganar el partido 2-1. Posteriormente Gignac sufriría su peor sequía goleadora, ya que ligó 9 partidos seguidos sin marcar gol, por lo que en pleno inicio de liguilla recurrió a una terapia psicológica con el famoso hipnotista John Milton, quien lo ayudó a romper su sequía goleadora.
Gignac marcó un "hat-trick" ante los Pumas de la UNAM en la vuelta de los cuartos de final, para terminar aplastando a su rival con un global de 7-2. En semifinales, marcó en el juego de ida al León, para ganar 0-1 como visitante, y posteriormente marcó el primero de los dos goles en la vuelta, donde ganó Tigres con un marcador de 2-1, logrando llevar al equipo a una nueva final. En la ida de la final contra el América, los equipos empatan 1-1 con Gignac marcando el gol de los Tigres por debajo de las piernas del arquero Moisés Muñoz. Tras un choque de espaldas con un defensa rival, Gignac sufre un esguince de segundo grado en la cervical y estaba en duda su participación en la vuelta de la final, pero al final pudo jugar de titular.
En el juego de vuelta de la final empataron sin goles durante los 90 minutos, entre las jugadas más peligrosas destacó un disparó de Gignac fuera del área que se estrelló en el travesaño. En el primer tiempo extra el América consiguió tomar ventaja con un gol después de un tiro de esquina. Cuando todo parecía perdido, Jesús Dueñas consiguió el empate al minuto 119' con un disparó de cabeza, mandando todo a tanda de penales. Gignac anotó el primer penal por parte de los Tigres. Tras tres penales anotados por Tigres y tres penales fallados por el América atajados por Nahuel Guzmán, el equipo se coronó campeón del torneo Apertura 2016.
 Clausura 2017 
Tras un torneo Clausura 2017 discreto, en el cual hasta la jornada 16 Gignac había marcado cinco tantos, en la jornada 17 contra el Querétaro marcó nuevamente un "hat-trick" llegando a ocho tantos, quedando un gol por debajo del campeón de goleo.
Tigres accedió a la liguilla como séptimo lugar y enfrentaría al segundo lugar y rival de la ciudad: Monterrey. Gignac había sido criticado por los medios locales por su falta de participación en los clásicos regiomontanos desde su llegada, pues solamente había marcado un gol en seis partidos disputados entre ambas escuadras. En la ida de los cuartos de final en el Estadio Universitario, Tigres vapuleó al Monterrey con un contundente 4-1, con Gignac y Dueñas marcando dos goles cada uno. En la vuelta en el Estadio BBVA Bancomer, Tigres consiguió la victoria de 2-0 con otro doblete del francés. Tigres eliminó al Monterrey con un marcador de 6-1, la mayor diferencia de goles en una serie eliminatoria entre ambos equipos, con Gignac marcando cuatro de estos seis tantos. El 25 de mayo marca doblete dando el empate a dos goles en los últimos minutos en la final de ida contra las Chivas de Guadalajara manteniendo viva la ilusión. El 28 de mayo pierde la final contra Chivas de Guadalajara 2-1.
 Liga de Campeones de la Concacaf 2016-17 
El 5 de abril de 2017, en el partido de vuelta de semifinales de la Liga de Campeones de la Concacaf 2016-17 de visita ante Vancouver Whitecaps, Gignac marcó su primer gol del torneo. Un tanto al 63' que igualaría el marcador a 1-1, culminando en un 4-1 global que daría a Tigres el boleto a la final. Posteriormente, perdería la final en contra del Pachuca en el Estadio Hidalgo con un marcador global de 2-1, negándosele por segunda vez consecutiva el asistir al Mundial de Clubes.

#### Temporada 2017-2018
El 16 de julio de 2017, Gignac disputó por primera vez el título de Campeón de Campeones, en donde su equipo obtuvo el triunfo por 1-0 sobre el Guadalajara con gol de Eduardo Vargas, consiguiendo Tigres este trofeo por segunda vez consecutiva.
 Apertura 2017 
Gignac marcó su primer gol de la temporada dentro de la jornada 4 del Apertura 2017 en la cancha del Estadio Hidalgo por la vía penal, partido que terminó 2-1 a favor del Pachuca. Hizo su debut en la Copa MX el 30 de agosto de 2017 enfrentando de visitante al Cruz Azul, portando el gafete de capitán de Tigres por primera vez y marcando el único gol de los felinos en la derrota de 2-1. El equipo consumó un rotundo fracaso en este torneo al sumar solo 1 punto de 12 posibles en la fase de grupos.
Mientras tanto en la Liga, Gignac anotó tan solo 4 goles en el torneo regular, ya que con la llegada del ecuatoriano Enner Valencia, éste se convirtió en el goleador del equipo con 9 goles. Tigres clasificó como segundo lugar a la liguilla, en cuartos de final enfrentaron al León al cual Gignac le anotó en el partido de vuelta empatando en el marcador global 2-2, pero avanzando Tigres por su mejor posición en la tabla. En semifinales se enfrentaron al América, al cual derrotaron 4-0 en el marcador global con un gol de Gignac de penal en el juego de vuelta. En la final se toparían con el acérrimo rival, el Monterrey, que llegaba de ser líder de la competencia. Se dio así la primera Final Regia en la historia, en la que en el partido de ida de local el juego terminó 1-1. Gignac no anotó en ninguno de los dos juegos, pero él y todo el equipo tuvieron una gran actuación con la que lograron imponerse 2-1 en el juego de vuelta para así coronarse y dar la vuelta olímpica en la cancha del rival en el Estadio BBVA Bancomer.
 Clausura 2018 
Gignac marcó su primer gol del 2018 el 13 de enero en la victoria de 2-1 sobre el Santos Laguna. Posteriormente le anotó a los equipos Pachuca, América, Atlas (doblete), Morelia, Veracruz, Tijuana y Monterrey, terminando en tercer lugar de la tabla de goleo individual con 9 goles. En la liguilla marcó un tanto más en contra del Santos Laguna en cuartos de final, sin embargo Tigres sería eliminado por marcador global de 2-2 por la posición en la tabla.
 Liga de Campeones de la Concacaf 2018 
En el panorama internacional, Gignac vio actividad en la Liga de Campeones de la Concacaf 2018 hasta en la instancia de cuartos de final en contra del Toronto FC, entrando de cambio para el segundo tiempo en ambos partidos. Gignac marcó dos goles en el juego de vuelta en el Estadio Universitario, sin embargo Tigres fue eliminado del torneo al empatar 4-4 en el global, debido a la regla del gol de visitante.

#### Temporada 2018-2019
El 15 de julio de 2018, Gignac marcó su primer gol de la temporada en la victoria de Tigres por 4-0 sobre el Santos Laguna por el título de Campeón de Campeones 2017-18, ligando tres títulos de manera consecutiva en éste certamen. Gracias a este campeonato, Tigres obtuvo el derecho de disputar la edición inaugural del Campeones Cup frente al Toronto FC de la MLS. El partido se disputó en el BMO Field, en donde Gignac levantó la copa cuando Tigres logró derrotar a los canadienses por marcador 3-1, consiguiendo el primer trofeo de Campeones Cup.
 Apertura 2018 
Gignac marcó su primer gol del torneo en la victoria de 2-0 sobre el Club León en la jornada 1. En la jornada 16, logró el primer Póker en su carrera al marcarle cuatro goles al Puebla en el Estadio Universitario, con victoria de 6-1. 'El Bómboro' terminó la fase regular del torneo como campeón de goleo individual con 14 goles, la mayor cantidad de goles que ha conseguido en un torneo de la Liga MX. Sin embargo en liguilla no conseguiría anotar al caer eliminados en cuartos de final ante los Pumas de la UNAM con marcador global de 4-3.
 Clausura 2019 
En la primera jornada del torneo en contra del Club León, Gignac consiguió anotar de penal en el último minuto del tiempo añadido para así conseguir el empate de visitante por 2-2. Posteriormente le anotó a Tijuana, Santos, Necaxa (doblete), Atlas y Guadalajara, para terminar la fase regular del torneo con 7 goles. En cuartos de final ante el Pachuca, Gignac marcó en los minutos finales del partido de vuelta para darle el pase a los Tigres a semifinales, empatando 2-2 en el marcador global pero avanzando Tigres por su mejor posición en la tabla general. En semifinales se enfrentaron a su acérrimo rival, el Monterrey. La serie terminó en empate 1-1, pero avanzó Tigres nuevamente por su mejor posición en la tabla general. Ya en la final, Tigres se enfrentó al superlíder del torneo, el Club León. En el juego de ida en el Estadio Universitario, Gignac marcó el único gol de la final, con el que empató a Tomás Boy como el máximo goleador en la historia de Tigres con 104 goles, y levantando en el Estadio Nou Camp su cuarto título de Liga MX.
 Liga de Campeones de la Concacaf 2019 
Debido a una lesión, Gignac no pudo ver participación en la Liga de Campeones de la Concacaf 2019 hasta la final del torneo, en la que Tigres se enfrentó nuevamente a Rayados en un duelo por el título, esta vez en un torneo internacional. Gignac entró de cambió en ambos partidos en el segundo tiempo, marcando un golazo de media tijera en los minutos finales del juego de vuelta, sin embargo no fue suficiente ya que los Tigres cayeron ante el acérrimo rival con marcador global de 2-1.

#### Temporada 2019-2020
El 14 de julio de 2019, Gignac disputó con Tigres el trofeo de Campeón de Campeones 2018-19, buscando ante América el tetracampeonato de este certamen. El partido terminó sin goles tras los 90 minutos, por lo que se procedió a cobrar los tiros desde el punto penal. Gignac cobró con éxito el primer tanto de los felinos, sin embargo al final cayeron por marcador de 6-5.
 Apertura 2019 
En la jornada 3, el 4 de agosto de 2019 en la cancha del Estadio Olímpico Universitario ante los Pumas, Gignac se convirtió en el máximo goleador histórico de Tigres al anotar el único gol del encuentro a minutos de que terminara el partido, llegando a 105 goles con Tigres y rebasando la marca de Tomás Boy. En la siguiente jornada, en su celebración como máximo goleador de Tigres en el Estadio Universitario, Gignac respondió con un "hat-trick" en la victoria por 3-1 en contra del Necaxa. En este torneo llegaría a 100 goles en la Liga MX, sin embargo, ese gol n.º 100, fue muy polémico, ya que fue uno de los dos goles anotados al Veracruz cuando los jugadores rivales se encontraban protestando en la cancha por motivo de impagos, no moviéndose en el proceso. Gignac terminaría la fase regular del torneo con 10 goles, quedando en el tercer lugar del goleo individual. En cuartos de final Tigres se enfrentó al América, Gignac marcó gol tanto en el partido de ida como en el de vuelta, pero no fue suficiente ya que cayeron ante las Águilas con marcador global de 5-4.
 Clausura 2020 
El 25 de enero de 2020 Gignac marcó su primer gol del año ante el Atlas, en duelo de la jornada 3 en el Estadio Universitario, con el que los Tigres derrotaron a los Zorros por 2-1. En la jornada 8, en la victoria ante los Pumas de la UNAM por 3-0, Gignac se lució con un "hat-trick", incluyendo un golazo de tijera que más adelante sería catalogado como el mejor gol del torneo, y que fue nominado en el Top-10 del Premio Puskás. Para la jornada 10, Gignac marchaba en el segundo lugar de la tabla de goleo individual con 8 goles, sin embargo la competición fue suspendida y posteriormente cancelada, esto debido a la pandemia de COVID-19.
 Liga de Campeones de la Concacaf 2020 
En octavos de final, Tigres se midió ante el Alianza de El Salvador. Gignac marcó dos goles en el juego de vuelta, con los cuales llegó a 122 goles con Tigres y se convirtió en el máximo goleador del fútbol regiomontano, rebasando la marca de Humberto Suazo de 121 goles con el Monterrey. Tigres avanzó a la siguiente ronda con marcador global de 5-4. Para los cuartos de final se enfrentaron al New York City de la MLS, donde los Tigres ganaron por la mínima diferencia en el juego de ida en Nueva York. Posterior a este encuentro el torneo fue suspendido debido a la pandemia de COVID-19, reanudándose hasta el mes de diciembre y disputándose los partidos restantes a partidos únicos en el Exploria Stadium de Orlando, Florida. En el juego de vuelta Gignac marcó su tercer gol del torneo, donde los Tigres avanzaron con marcador global de 5-0. En semifinales se toparon con el Club Deportivo Olimpia de Honduras. Gignac marcó dos goles de penal y provocó un autogol a favor de Tigres, con el que lograron avanzar a la final con marcador de 3-0. En la final se enfrentaron a Los Angeles Football Club de la MLS. Para la recta final del encuentro, el partido marchaba empatado 1-1, fue cuando el 'Chaka' Rodríguez desbordó y sirvió para André-Pierre Gignac, quién remató y marcó el gol del triunfo al 84', dándole el primer título internacional a los Tigres y consiguiendo la clasificación para la Copa Mundial de Clubes de la FIFA 2020. Gignac terminó como el máximo goleador del torneo con 6 goles, y fue galardonado como el mejor jugador del certamen.

#### Temporada 2020-2021
Gignac participó en la Copa por México, torneo amistoso que sirvió como preparación para el Torneo Guard1anes 2020. En la fase de grupos le anotó dos goles a las Chivas y otro más al Atlas. En semifinales los Tigres se enfrentaron al Cruz Azul, con quién empataron 1-1 en tiempo regular. Ya en tanda de penaltis, Gignac cobró con éxito el primer tanto de los felinos, sin embargo fueron eliminados con marcador de 4-3.
 Guard1anes 2020 
En la jornada 1 en el Estadio Victoria de Aguascalientes, Gignac marcó sus primeros dos goles del torneo en la victoria por 3-0 ante el Necaxa. Posteriormente le anotó al Puebla, Toluca (doblete), Pumas, Mazatlán, Guadalajara, Atlético de San Luis, Cruz Azul y América, terminando con 11 goles en el segundo lugar del goleo individual, solo un gol por debajo del uruguayo Jonathan Rodríguez del Cruz Azul. En el duelo de repechaje para la liguilla, Gignac le marcó otros dos goles al Toluca, para clasificar con victoria de 2-1 a los cuartos de final. En esta instancia el rival fue el Cruz Azul, serie donde Gignac no pudo marcar gol y los Tigres cayeron eliminados con marcador global de 3-2.
 Guard1anes 2021 
En la primera jornada, Gignac marcó su primer gol del torneo anotando de tiro libre en la victoria de 2-0 sobre el Club León en el Estadio Universitario.
 Copa Mundial de Clubes de la FIFA 2020 
En el debut de Tigres en la Copa Mundial de Clubes de la FIFA, Gignac le marcó un doblete al Ulsan Hyundai de Corea del Sur, con el que los felinos avanzaron a semifinales con victoria de 2-1 sobre el campeón de Asia. En la semifinal se enfrentó al campeón de Sudamérica, el Palmeiras de Brasil. Con un gol de Gignac de penal, los Tigres consiguieron la victoria por 1-0, haciendo historia al ser el primer club de la Liga MX y de la Concacaf en llegar a una final de la Copa Mundial de Clubes de la FIFA. Posteriormente en la final se enfrentó ante el campeón de Europa, el Bayern Múnich de Alemania. A pesar de que los Tigres cayeron en la final por 1-0, Gignac terminó como el máximo goleador del torneo con 3 goles, y fue galardonado con el Balón de Plata para el segundo mejor jugador del certamen, solo por detrás de Robert Lewandowski.

#### Torneo Apertura 2023
En la Liga MX de 2023, André-Pierre Gignac, el destacado delantero francés de Tigres UANL, se ausentó en el partido de ida de los cuartos de final del torneo Apertura debido a una lesión en la cadera sufrida en un encuentro previo. Aunque contaba con el alta médica, el cuerpo técnico optó por no arriesgarlo, permitiéndole continuar su recuperación en Nuevo León. Posteriormente, regresó en plena forma para el partido de vuelta en el estadio "Volcán" en Monterrey, contribuyendo a las aspiraciones de Tigres en la fase decisiva del torneo.

## Selección nacional

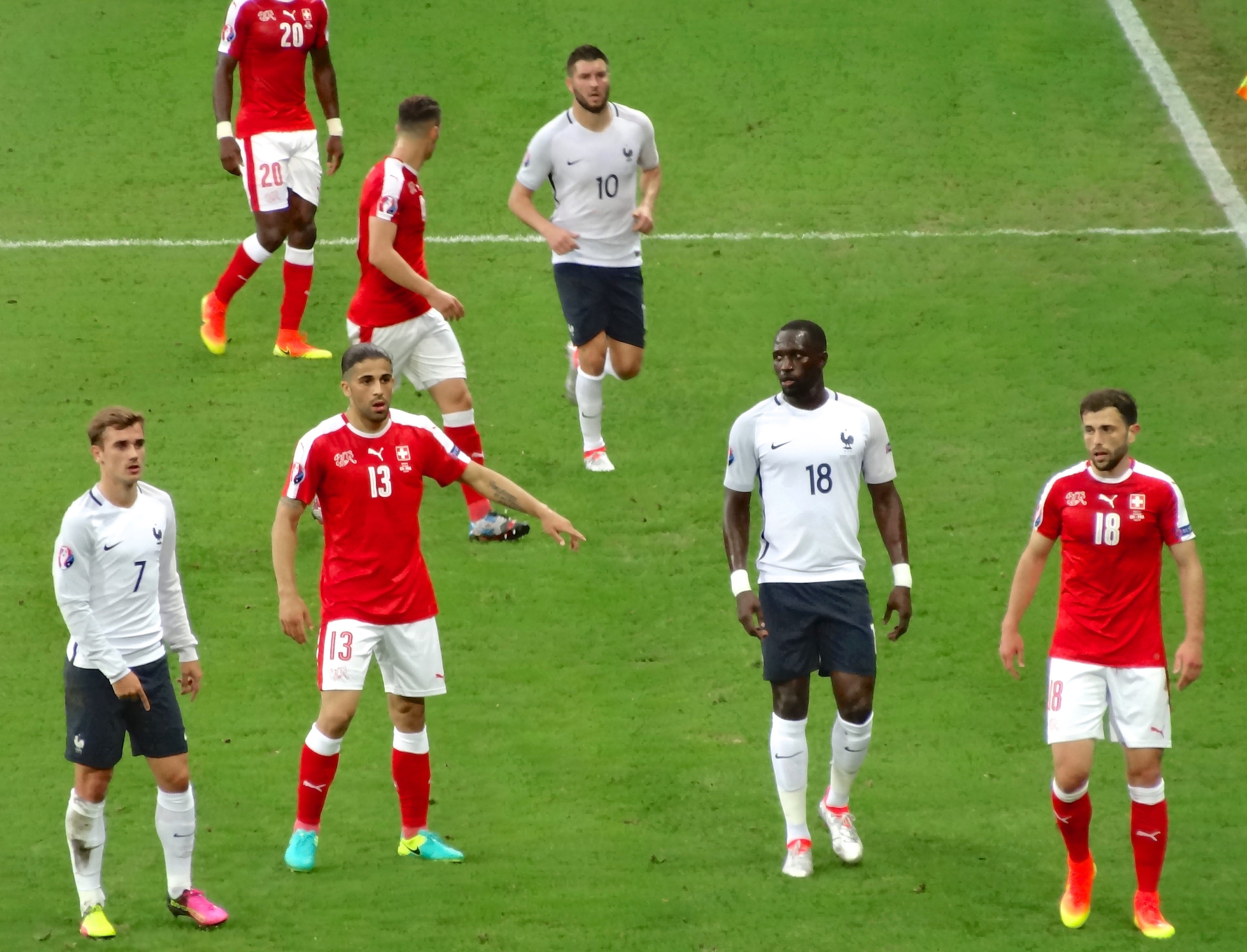
Gignac (No.10) jugando para Francia en contra de en la Eurocopa 2016; Francia finalizaría el torneo como subcampeón.

Gignac recibió su primera llamada internacional para la clasificación a la Copa Mundial de Fútbol de 2010. Se perdió el primer partido debido a una lesión, pero estuvo en forma para hacer su debut internacional el 1 de abril de 2009 contra Lituania al entrar de cambio en el minuto 69', dando una asistencia providencial para que Franck Ribéry marcase el único gol del encuentro, consiguiendo la victoria. El 12 de agosto de 2009, en partido de clasificación para la Copa Mundial de Fútbol de 2010 ante Islas Feroe en Tórshavn, jugó de titular y en la 1.ª parte se estrenó como goleador bleu con un gran gol, dando la victoria a su equipo 1-0. El 10 de octubre, marcó un doblete en un lapso de cinco minutos, otra vez contra las Islas Feroe, en la goleada por 5-0 de Francia en Guingamp, asegurando un lugar en la repesca. Cuatro días más tarde, Gignac apareció contra Austria, anotando el gol final en la victoria de Francia por 3-1 después de entrar de cambio por Thierry Henry en la segunda mitad.
El 11 de mayo de 2010, Gignac fue nombrado en la lista preliminar de 30 jugadores de Domenech para participar en la Copa Mundial de Fútbol de 2010. Fue nombrado más adelante en el equipo de 23 jugadores para competir en la competición, y se le otorgó la camiseta número 11 para el torneo. El 11 de junio de 2010, Gignac hizo su debut en la Copa Mundial de la FIFA en un partido de fase de grupos en el debut del equipo contra Uruguay, entrando de cambio en la segunda mitad en sustitución de Sidney Govou al minuto 85 en un empate sin goles. También apareció en los dos últimos partidos de la fase de grupos, iniciando de titular ante el anfitrión Sudáfrica. Francia perdió el partido 2-1, lo que resultó en la eliminación del equipo de la competencia.
El 6 de septiembre de 2013, Gignac volvió a aparecer con Francia después de tres años en el empate 0-0 con Georgia en la clasificación para la Copa Mundial de Fútbol de 2014. Su siguiente aparición fue al entrar de cambio en un amistoso contra Portugal el 11 de octubre de 2014. Tres días más tarde, fue seleccionado para iniciar en el amistoso de Francia de visita contra Armenia, anotando su primer gol internacional después de cinco años por la vía penal en la victoria de 3-0, después de que Paul Pogba fuera derribado por Varazdat Haroyan.
El 13 de noviembre de 2015 entró como sustituto de Olivier Giroud al minuto 68' y marcó el segundo tanto de la victoria de 2-0 en partido amistoso ante Alemania en el Stade de France. El 29 de marzo de 2016 fue titular en el partido ante Rusia, marcando gol al minuto 37' del primer tiempo y con este, llegó a 7 goles con Francia. En la final de la Eurocopa 2016, Gignac entró de cambio al 75' por Giroud. Cerca del final del partido que se encontraba empatado sin goles, Gignac le realizó un quiebre al defensa portugués Pepe y cruzó un disparo que se estrelló en el poste, negándosele la posibilidad de convertirse en la figura de su selección.
Tras la Eurocopa 2016, Gignac disputó tres partidos con la selección francesa, en los que no marcó goles. Su última aparición fue en un partido de clasificación para la Copa Mundial de Fútbol de 2018 en octubre de 2016 contra Holanda. Después de esa fecha, no volvió a ser convocado por el seleccionador nacional Didier Deschamps.
El 25 de abril de 2017, la revista "Life & Style" publicó una entrevista con el delantero, quién consideró que su tiempo en el combinado galo ya había pasado y que no se veía en la siguiente Copa del Mundo.

«Creo que con los jóvenes que han llegado la Selección de Francia está bastante bien. Yo ya tuve mi tiempo».

El 2 de julio de 2021 fue incluido en la lista de veintiún jugadores franceses seleccionados por Sylvain Ripoll para competir en los Juegos Olímpicos de Tokio 2020 que tuvieron lugar en el verano de 2021 en Japón. El 16 de julio debutó como titular con la selección olímpica ante Corea del Sur en un partido preparatorio para los Juegos Olímpicos de Tokio en una victoria por dos goles a uno. Durante el primer partido de la fase de grupos contra México, marcó su primer gol con la selección olímpica francesa desde el punto de penalti, pero no pudo evitar la derrota de Les Bleus por cuatro goles a uno. En el segundo partido contra Sudáfrica, André-Pierre Gignac anotó un triplete que permitió a Francia ganar cuatro goles a tres, gracias a un gol en el tiempo añadido de Téji Savanier. La selección de Francia quedó eliminada de la fase de grupos tras una dura derrota ante Japón.

### Participaciones en Copas del Mundo
| Mundial           | Sede      | Resultado      | Partidos | Goles |
| ----------------- | --------- | -------------- | -------- | ----- |
| Copa Mundial 2010 | Sudáfrica | Fase de grupos | 3        | 0     |

### Participaciones en Eurocopas
| Eurocopa      | Sede    | Resultado  | Partidos | Goles |
| ------------- | ------- | ---------- | -------- | ----- |
| Eurocopa 2016 | Francia | Subcampeón | 6        | 0     |

### Participaciones en Juegos Olímpicos
| Torneo                | Categoría | Sede  | Resultado      | Partidos | Goles | Asistencias |
| --------------------- | --------- | ----- | -------------- | -------- | ----- | ----------- |
| Juegos Olímpicos 2020 | Sub-23    | Tokio | Fase de grupos | 3        | 4     | 1           |

### Goles internacionales
| Gol | Fecha                   | Sede                                          | Oponente    | Marcador | Resultado | Competición                                                  |
| --- | ----------------------- | --------------------------------------------- | ----------- | -------- | --------- | ------------------------------------------------------------ |
| 1.  | 12 de agosto de 2009    | Tórsvøllur, Tórshavn, Islas Feroe             | Islas Feroe | 1–0      | 1–0       | Clasificación de UEFA para la Copa Mundial de Fútbol de 2010 |
| 2.  | 10 de octubre de 2009   | Stade du Roudourou, Guingamp, Francia         | Islas Feroe | 1–0      | 5–0       | Clasificación de UEFA para la Copa Mundial de Fútbol de 2010 |
| 3.  | 10 de octubre de 2009   | Stade du Roudourou, Guingamp, Francia         | Islas Feroe | 2–0      | 5–0       | Clasificación de UEFA para la Copa Mundial de Fútbol de 2010 |
| 4.  | 14 de octubre de 2009   | Stade de France, París, Francia               | Austria     | 3–1      | 3–1       | Clasificación de UEFA para la Copa Mundial de Fútbol de 2010 |
| 5.  | 14 de octubre de 2014   | Estadio Republicano (Ereván), Ereván, Armenia | Armenia     | 2–0      | 3–0       | Amistoso                                                     |
| 6.  | 13 de noviembre de 2015 | Stade de France, París, Francia               | Alemania    | 2–0      | 2–0       | Amistoso                                                     |
| 7.  | 29 de marzo de 2016     | Stade de France, París, Francia               | Rusia       | 2–0      | 4–2       | Amistoso                                                     |

## Estadísticas

### Clubes
| Club | Div.          | Temporada     | Liga  | Liga  | Liga   | Copas(1) | Copas(1) | Copas(1) | Internacional(2) | Internacional(2) | Internacional(2) | Total(3) | Total(3) | Total(3) | Media goleadora |
| Club | Div.          | Temporada     | Part. | Goles | Asist. | Part.    | Goles    | Asist.   | Part.            | Goles            | Asist.           | Part.    | Goles    | Asist.   | Media goleadora |
| --- | ------------- | ------------- | ----- | ----- | ------ | -------- | -------- | -------- | ---------------- | ---------------- | ---------------- | -------- | -------- | -------- | --------------- |
| Lorient Francia |               |               |       |       |        |          |          |          |                  |                  |                  |          |          |          | Media goleadora |
| 2.ª | 2004-05       | 13            | 2     | 0     | 1      | 0        | 0        | -        | -                | -                | 14               | 2        | 0        | 0,14     |                 |
| 2.ª | 2005-06       | 1             | 0     | 0     | -      | -        | -        | -        | -                | -                | 1                | 0        | 0        | 0,00     |                 |
| 1.ª | 2006-07       | 37            | 9     | 6     | 2      | 0        | 0        | -        | -                | -                | 39               | 9        | 6        | 0,23     |                 |
| Total club | Total club    | 51            | 11    | 6     | 3      | 0        | 0        | 0        | 0                | 0                | 54               | 11       | 6        | 0,20     |                 |
| Pau Francia | 3.ª           | 2005-06       | 20    | 8     | 0      | -        | -        | -        | -                | -                | -                | 20       | 8        | 0        | 0,40            |
| Pau Francia | Total club    | Total club    | 20    | 8     | 0      | 0        | 0        | 0        | 0                | 0                | 0                | 20       | 8        | 0        | 0,40            |
| Toulouse Francia | 1.ª           | 2007-08       | 28    | 2     | 1      | 2        | 0        | 0        | 7                | 1                | 0                | 37       | 3        | 1        | 0,08            |
| Toulouse Francia | 1.ª           | 2008-09       | 38    | 24    | 4      | 5        | 2        | 0        | -                | -                | -                | 43       | 26       | 4        | 0,60            |
| Toulouse Francia | 1.ª           | 2009-10       | 31    | 8     | 5      | 1        | 1        | 0        | 5                | 3                | 0                | 37       | 12       | 5        | 0,32            |
| Toulouse Francia | 1.ª           | 2010-11       | 2     | 1     | 1      | -        | -        | -        | -                | -                | -                | 2        | 1        | 1        | 0,50            |
| Toulouse Francia | Total club    | Total club    | 99    | 35    | 11     | 8        | 3        | 0        | 12               | 4                | 0                | 119      | 42       | 11       | 0,35            |
| Olympique de Marsella Francia | 1.ª           | 2010-11       | 30    | 8     | 6      | 3        | 1        | 0        | 5                | 3                | 0                | 38       | 12       | 6        | 0,32            |
| Olympique de Marsella Francia | 1.ª           | 2011-12       | 21    | 1     | 0      | 2        | 1        | 0        | 4                | 0                | 0                | 27       | 2        | 0        | 0,07            |
| Olympique de Marsella Francia | 1.ª           | 2012-13       | 31    | 13    | 0      | 3        | 2        | 0        | 6                | 3                | 1                | 40       | 18       | 1        | 0,45            |
| Olympique de Marsella Francia | 1.ª           | 2013-14       | 35    | 16    | 3      | 4        | 6        | 1        | 5                | 0                | 0                | 44       | 22       | 4        | 0,50            |
| Olympique de Marsella Francia | 1.ª           | 2014-15       | 38    | 21    | 2      | 1        | 2        | 0        | -                | -                | -                | 39       | 23       | 2        | 0,59            |
| Olympique de Marsella Francia | Total club    | Total club    | 155   | 59    | 11     | 13       | 12       | 1        | 20               | 6                | 1                | 188      | 77       | 13       | 0,41            |
| Tigres · México | 1.ª           | 2015-16       | 39    | 28    | 5      | -        | -        | -        | 11               | 5                | 0                | 50       | 33       | 5        | 0,66            |
| Tigres · México | 1.ª           | 2016-17       | 43    | 25    | 8      | -        | -        | -        | 6                | 1                | 0                | 49       | 26       | 8        | 0,53            |
| Tigres · México | 1.ª           | 2017-18       | 40    | 16    | 9      | 3        | 2        | 1        | 2                | 2                | 0                | 45       | 20       | 10       | 0,44            |
| Tigres · México | 1.ª           | 2018-19       | 36    | 23    | 3      | 1        | 1        | 0        | 2                | 1                | 0                | 39       | 25       | 3        | 0,64            |
| Tigres · México | 1.ª           | 2019-20       | 29    | 20    | 5      | 1        | 0        | 0        | 6                | 6                | 3                | 36       | 26       | 8        | 0,72            |
| Tigres · México | 1.ª           | 2020-21       | 35    | 16    | 2      | -        | -        | -        | 3                | 3                | 0                | 38       | 19       | 2        | 0,50            |
| Tigres · México | 1.ª           | 2021-22       | 32    | 15    | 4      | -        | -        | -        | -                | -                | -                | 32       | 15       | 4        | 0,47            |
| Tigres · México | 1.ª           | 2022-23       | 40    | 20    | 6      | -        | -        | -        | 5                | 2                | 0                | 45       | 22       | 6        | 0,49            |
| Tigres · México | 1.ª           | 2023-24       | 31    | 17    | 6      | 1        | 0        | 0        | 10               | 6                | 0                | 42       | 23       | 6        | 0,55            |
| Tigres · México | 1.ª           | 2024-25       | 21    | 7     | 1      | 1        | 0        | 0        | -                | -                | -                | 22       | 7        | 1        | 0,33            |
| Tigres · México | Total club    | Total club    | 346   | 187   | 49     | 7        | 3        | 1        | 45               | 26               | 3                | 398      | 216      | 53       | 0,54            |
| Total carrera | Total carrera | Total carrera | 671   | 300   | 77     | 31       | 18       | 2        | 77               | 36               | 4                | 779      | 354      | 83       | 0,45            |
| (1) Incluye datos de Copa de la Liga de Francia (2009-2015), Copa de Francia de Fútbol (2010-2015), Supercopa de Francia (2011-2012), Campeón de Campeones (2017-2023) y Copa México (2017). (2) Incluye datos de Liga de Campeones de la UEFA (2007-2014), Liga Europa de la UEFA (2009-2013), Copa Libertadores de América (2015), Liga de Campeones de la Concacaf (2015-2023), Copa Mundial de Clubes de la FIFA (2020) y Leagues Cup (2023). (3) No incluye partidos amistosos. |               |               |       |       |        |          |          |          |                  |                  |                  |          |          |          |                 |

### Selección
| Olímpica Francia                                                    |               |    |    |    |   |   |    |    |      |      |
| 2021                                                                | 0             | 0  | 0  | 0  | 3 | 4 | 3  | 4  | 1,33 |      |
| Total                                                               | 0             | 0  | 0  | 0  | 3 | 4 | 3  | 4  | 1,33 |      |
| Absoluta Francia                                                    |               |    |    |    |   |   |    |    |      |      |
| 2009                                                                | 2             | 0  | 8  | 4  | - | - | 10 | 4  | 0,40 |      |
| 2010                                                                | 3             | 0  | -  | -  | 3 | 0 | 6  | 0  | 0,00 |      |
| 2011                                                                | -             | -  | -  | -  | - | - | 0  | 0  | 0,00 |      |
| 2012                                                                | -             | -  | -  | -  | - | - | 0  | 0  | 0,00 |      |
| 2013                                                                | -             | -  | 1  | 0  | - | - | 1  | 0  | 0,00 |      |
| 2014                                                                | 4             | 1  | -  | -  | - | - | 4  | 1  | 0,25 |      |
| 2015                                                                | 2             | 1  | -  | -  | - | - | 2  | 1  | 0,50 |      |
| 2016                                                                | 5             | 1  | 8  | 0  | - | - | 13 | 1  | 0,07 |      |
| Total                                                               | 16            | 3  | 17 | 4  | 3 | 0 | 36 | 7  | 0,19 |      |
| Total carrera                                                       | Total carrera | 16 | 3  | 17 | 4 | 6 | 4  | 39 | 11   | 0,28 |
| (1) Incluye datos de Clasificatorias Europeas / Eurocopa (2009-16). |               |    |    |    |   |   |    |    |      |      |

### Resumen estadístico
| Competición           | Partidos | Goles | Promedio |
| --------------------- | -------- | ----- | -------- |
| Primera División      | 637      | 290   | 0,46     |
| Segunda División      | 14       | 2     | 0,14     |
| Tercera División      | 20       | 8     | 0,40     |
| Copas nacionales      | 31       | 18    | 0,60     |
| Copas internacionales | 77       | 36    | 0,47     |
| Selección adulta      | 36       | 7     | 0,19     |
| Selección olímpica    | 3        | 4     | 1,33     |
| Total                 | 818      | 365   | 0,45     |

### Hat-tricks o más
| Partidos en los que anotó tres goles o más | Partidos en los que anotó tres goles o más | Partidos en los que anotó tres goles o más | Partidos en los que anotó tres goles o más | Partidos en los que anotó tres goles o más | Partidos en los que anotó tres goles o más | Partidos en los que anotó tres goles o más | Partidos en los que anotó tres goles o más | Partidos en los que anotó tres goles o más |
| #                                          | Fecha                                      | Lugar                                      | Equipo                                     | Rival                                      | Goles                                      | Resultado                                  | Competición                                |                                            |
| ------------------------------------------ | ------------------------------------------ | ------------------------------------------ | ------------------------------------------ | ------------------------------------------ | ------------------------------------------ | ------------------------------------------ | ------------------------------------------ | ------------------------------------------ |
| 1                                          | 21/04/2006                                 | Stade du Hameau, Pau, Francia              | Pau                                        | Châtellerault                              |                                            | 3 - 1                                      | Ligue 2                                    |                                            |
| 2                                          | 26/08/2006                                 | Stade du Moustoir, Le Moustoir, Francia    | Lorient                                    | Nantes                                     |                                            | 3 - 1                                      | Ligue 1                                    |                                            |
| 3                                          | 03/11/2010                                 | Štadión MŠK Žilina, Zilina, Eslovaquia     | Olympique de Marsella                      | MŠK Žilina                                 |                                            | 0 - 7                                      | Liga de Campeones 2010-11                  |                                            |
| 4                                          | 15/08/2015                                 | Estadio Universitario, Nuevo León, México  | Tigres                                     | Chiapas                                    |                                            | 4 - 1                                      | Liga MX                                    |                                            |
| 5                                          | 30/01/2016                                 | Estadio Universitario, Nuevo León, México  | Tigres                                     | León                                       |                                            | 3 - 1                                      | Liga MX                                    |                                            |
| 6                                          | 26/11/2016                                 | Estadio Universitario, Nuevo León, México  | Tigres                                     | Pumas UNAM                                 |                                            | 5 - 0                                      | Liga MX                                    |                                            |
| 7                                          | 06/05/2017                                 | Estadio Corregidora, Querétaro, México     | Tigres                                     | Querétaro                                  |                                            | 1 - 5                                      | Liga MX                                    |                                            |
| 8                                          | 10/11/2018                                 | Estadio Universitario, Nuevo León, México  | Tigres                                     | Puebla                                     |                                            | 6 - 1                                      | Liga MX                                    |                                            |
| 9                                          | 10/08/2019                                 | Estadio Universitario, Nuevo León, México  | Tigres                                     | Necaxa                                     |                                            | 3 - 1                                      | Liga MX                                    |                                            |
| 10                                         | 29/02/2020                                 | Estadio Universitario, Nuevo León, México  | Tigres                                     | Pumas UNAM                                 |                                            | 3 - 0                                      | Liga MX                                    |                                            |
| 11                                         | 25/07/2021                                 | Estadio Saitama 2002, Saitama, Japón       | Francia (sub-23)                           | Sudáfrica (sub-23)                         |                                            | 4 - 3                                      | Juegos Olímpicos 2020                      |                                            |
| *                                          | 21/05/2022                                 | Estadio Universitario, Nuevo León, México  | Tigres                                     | Atlas                                      |                                            | 4 - 2                                      | Liga MX (goles anulados)                   |                                            |

## Palmarés

### Títulos nacionales
| Título               | Club                  | País    | Año  |
| -------------------- | --------------------- | ------- | ---- |
| Copa de la Liga      | Olympique de Marsella | Francia | 2011 |
| Supercopa de Francia | Olympique de Marsella | Francia | 2011 |
| Copa de la Liga      | Olympique de Marsella | Francia | 2012 |
| Liga MX              | Tigres UANL           | México  | 2015 |
| Campeón de Campeones | Tigres UANL           | México  | 2016 |
| Liga MX              | Tigres UANL           | México  | 2016 |
| Campeón de Campeones | Tigres UANL           | México  | 2017 |
| Liga MX              | Tigres UANL           | México  | 2017 |
| Campeón de Campeones | Tigres UANL           | México  | 2018 |
| Liga MX              | Tigres UANL           | México  | 2019 |
| Liga MX              | Tigres UANL           | México  | 2023 |
| Campeón de Campeones | Tigres UANL           | México  | 2023 |

### Títulos internacionales
| Título                           | Club        | Sede    | Año  |
| -------------------------------- | ----------- | ------- | ---- |
| Liga de Campeones de la Concacaf | Tigres UANL | Orlando | 2020 |

### Distinciones individuales
| Distinción                                                    | Año  |
| ------------------------------------------------------------- | ---- |
| Goleador de la Ligue 1 (24 goles)                             | 2009 |
| Once Ideal de la Liga MX                                      | 2015 |
| Goleador del Clausura de la Liga MX (13 goles)                | 2016 |
| Once Ideal de la Liga MX                                      | 2016 |
| Mejor delantero de la Liga MX                                 | 2016 |
| Goleador de la temporada de la Liga MX (24 goles)             | 2016 |
| Balón de Oro al mejor jugador de la Liga MX                   | 2016 |
| Mejor delantero de la Concacaf                                | 2016 |
| Once Ideal de la Liga MX                                      | 2017 |
| Goleador del Apertura de la Liga MX (14 goles)                | 2018 |
| Once Ideal de la Liga MX                                      | 2018 |
| Once Ideal de la Liga MX                                      | 2019 |
| Mejor delantero de la Liga MX                                 | 2019 |
| Goleador de la temporada de la Liga MX (21 goles)             | 2019 |
| Máximo goleador histórico de Tigres (161 goles)               | 2019 |
| Nominado en el Top-10 del Premio Puskás                       | 2020 |
| Goleador de la Liga de Campeones de la Concacaf (6 goles)     | 2020 |
| Mejor jugador de la Liga de Campeones de la Concacaf          | 2020 |
| Once Ideal de la Liga de Campeones de la Concacaf             | 2020 |
| Goleador de la Copa Mundial de Clubes de la FIFA (3 goles)    | 2020 |
| Balón de Plata de la Copa Mundial de Clubes                   | 2020 |
| Goleador del Clausura de la Liga MX (11 goles)                | 2022 |
| Balón de Oro al mejor gol de la Liga MX                       | 2023 |
| Máximo goleador histórico del Clásico Regiomontano (12 goles) | 2023 |

## Estilo de juego
Gignac es un delantero centro con buen remate de cabeza, capacidad para marcar gol desde fuera del área y desde posiciones complicadas. Es hábil para realizar movimientos de ruptura a espalda de la defensa y cuenta con un buen disparo de media distancia. Diestro nato, tiene buena técnica individual y manejo de balón, cualidades que combinadas con su potencia, lo convierten en un atacante difícil de detener en la marca. Su buen juego de espaldas al arco y el criterio para asociarse con extremos y mediapuntas lo hacen un delantero dinámico con capacidad de asistir e incluso centrar a gol a sus compañeros.

## Datos personales
- En una entrevista con la revista de fútbol francesa So Foot, Gignac reveló que es de ascendencia gitana.[201]
- Es primo de los futbolistas de etnia gitana Jacques Abardonado del Grenoble Foot 38 y Yohan Mollo del Zenit de San Petersburgo.[202]
- Tiene cinco hijos. Los dos primeros, André Pierre Junior y Léonard, son hijos de su exmujer Stéphanie Le Menarch, con quien estuvo casado hasta abril de 2010. Su tercera hija se llama Grace, su cuarto hijo Eden y la más pequeña, Mavy, los dos últimos nacieron en Monterrey. Los tres menores son hijos de su actual esposa Deborah.[203][204]